# Альтинг
А́льтинг (исл. Alþingi от al- — «полный» и þing — «собрание») — однопалатный парламент, высший законодательный орган Исландии. Состоит из 63 депутатов.

## История

### В эпоху народовластия
Формально считается старейшим в мире; хотя за время существования органа власти под названием «альтинг» его содержание изменилось от всенародного собрания до современного парламента, причём его работа прерывалась на полвека.
Альтинг созывался ежегодно в летнее время, чтобы в нём могли участвовать все жители острова, с 930 года в месте Тингведлир (от völlur — «поле, равнина») на юго-западе острова, около северного берега озера Тингвадлаватн. Место уникально тем, что здесь расходятся две материковые плиты, Северо-Американская и Евразийская. Американская возвышается стеной на пару десятков метров вверх, это Скала закона (Lögberg). Тогда принимать участие в альтинге имели право все свободные мужчины. Изначально альтинг был местом не только принятия законов, но и разрешения споров; законодательным органом древнего альтинга была лагретта (lögrétta), состоявшая главным образом из годи (goði).
В 1000 году под давлением короля Норвегии Олафа Трюггвасона на альтинге большинство высказалось за принятие христианства.
Некоторые законы, принятые древним вече, действуют в Исландии до сих пор. Например, лошадь, вывезенная за пределы острова, — пусть даже для выступления на чемпионате мира по конному спорту — не может вернуться назад. Так решили исландские вечники в 982 году, и отменять это правило никто не собирается.

### Новое время
После подчинения Исландии Норвегии (1262—1264) альтинг лишился большинства законодательных функций. При Маргрете I Исландия (вместе с Норвегией) оказалась в датско-норвежской унии (1380—1814), а затем в Кальмарской унии (1397—1523). Альтинг ликвидирован указом короля Дании в 1800 году. Тогда он был заменён на Высший национальный суд Исландии. 
Альтинг, при активном участии Йоуна Сигурдссона, восстановлен указом короля Дании Кристиана VIII  8 марта 1843 года как совещательный представительный орган с местом нахождения в Рейкьявике.

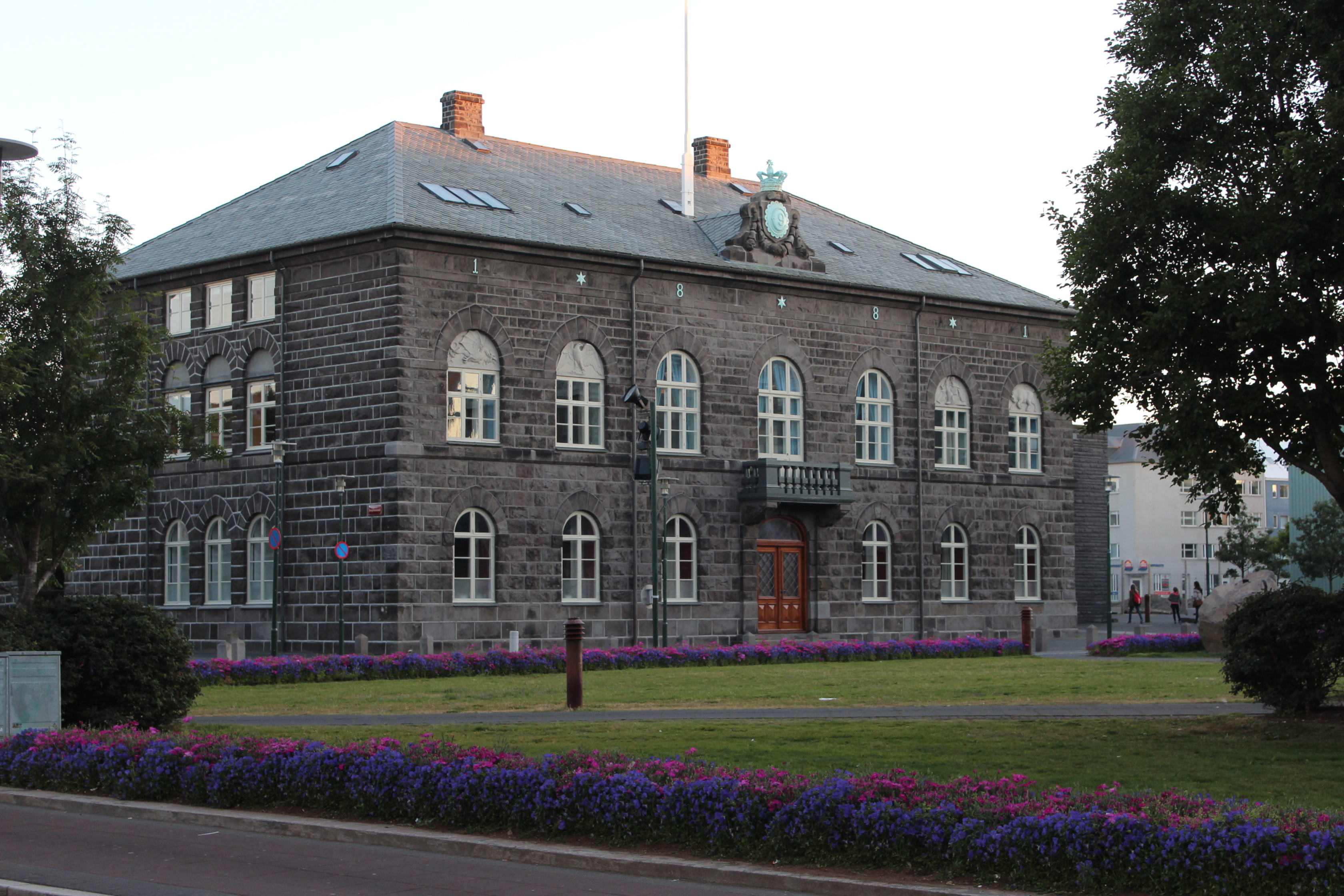
Здание альтинга

По мере расширения автономии Исландии альтинг постепенно превратился в современный парламент. В 1904 году король Дании Кристиан IX назначил Ханнеса Хафстейна министром по делам Исландии, ответственным перед альтингом.
18 мая 1920 года принята Конституция Исландии, по которой правительство Исландии, назначаемое королём Дании, стало ответственным перед альтингом.
До 1991 года альтинг состоял из Верхней (Efri deild) и Нижней (Neðri deild) палат, а также Объединённых палат альтинга (Sameinað þing).
В 1991 году альтинг стал однопалатным.

## Избирательная система

Избирательные округа Исландии:
Рейкьявик-Север
Рейкьявик-Юг
Северо-западный избирательный округ
Северо-восточный избирательный округ
Южный избирательный округ
Юго-западный избирательный округ

63 депутата альтинга избираются на 4 года всеобщим равным прямым тайным голосованием по системе пропорционального представительства в шести многомандатных избирательных округах. Выборы 2024 года являются 8-ми по счёту, которые проводятся по действующей системе избирательных округов:
| Избирательный округ                        | Выборы | Выборы | Выборы | Выборы | Выборы | Выборы | Выборы | Выборы |
| Избирательный округ                        | 2003   | 2007   | 2009   | 2013   | 2016   | 2017   | 2021   | 2024   |
| ------------------------------------------ | ------ | ------ | ------ | ------ | ------ | ------ | ------ | ------ |
| Рейкьявик-Север Reykjavíkurkjördæmi norður | 11     | 11     | 11     | 11     | 11     | 11     | 11     | 11     |
| Рейкьявик-Юг Reykjavíkurkjördæmi suður     | 11     | 11     | 11     | 11     | 11     | 11     | 11     | 11     |
| Северо-западный Norðvesturkjördæmi         | 10     | 9      | 9      | 8      | 8      | 8      | 8      | 7      |
| Северо-восточный Norðausturkjördæmi        | 10     | 10     | 10     | 10     | 10     | 10     | 10     | 10     |
| Южный Suðurkjördæmi                        | 10     | 10     | 10     | 10     | 10     | 10     | 10     | 10     |
| Юго-западный Suðvesturkjördæmi             | 11     | 12     | 12     | 13     | 13     | 13     | 13     | 14     |

Для округов выделяются 54 мандата, остальные 9 резервируются в качестве «уравнивающих». Центральная избирательная комиссия распределяет 9 «уравнивающих мандатов». Для этого все пропавшие в округах голоса избирателей, поданные за партии, суммируются в целом по стране, чтобы каждая из них «дополучила» недостающие ей мандаты в соответствии с принципом пропорциональности. Партии, которые не собрали 5 % голосов избирателей во всей стране, не могут участвовать в распределении «уравнивающих мандатов».
54 мандата в округах распределяются по методу Д’Ондта.

## Президиум
Президиум Альтинга (Forsætisnefnd) состоит из председателя (Forseti Alþingis) и шести его заместителей (Forseti Alþingis), которые избираются на первой сессии после выборов.
После парламентских выборов обязанности председателя альтинга, не переизбранного, со дня выборов до первой сессии исполняет следующий по очереди переизбранный заместитель.

## Комитеты альтинга
Действует 8 постоянных комитетов (nefnd):
- Комитет по общим вопросам и вопросам образования (Allsherjar- og menntamálanefnd от allsherjar(-) — «(все)общий»[21] и menntamál — «вопросы народного просвещения»[22]);
- Комитет по промышленности (Atvinnuveganefnd от atvinnuvegur — «промысел»[23]);
- Комитет по экономическим и торговым делам (Efnahags- og viðskiptanefnd от efnahagur — «экономика»[24] и viðskiptamál — «торговые дела»[25]);
- Комитет по государственному бюджету (Fjárlaganefnd от fjárlög — «финансовый закон; государственный бюджет»[26]);
- Комитет по государственному устройству и контролю (Stjórnskipunar- og eftirlitsnefnd от stjórnskipun — «государственное устройство»[27] и eftirlit — «контроль, надзор, присмотр; инспекция»[28]);
- Комитет по окружающей среде и транспорту (Umhverfis- og samgöngunefnd от umhverfi — «окрестности»[29] и samganga — «транспорт»[30]);
- Комитет по благополучию (Velferðarnefnd от velferð — «благополучие»[31]);
- Комитет по вопросам внешней политики (Utanríkismálanefnd от utanríkismál — «вопросы внешней политики»[32]).

## Председатели
- Саломе Торкельсдоттир (1991—1995)
- Олафур-Гардар Эйнарсон (1995—1999)
- Халльдор Блёндаль (1999—2005)
- Сольвейг Петюрсдоттир (2005—2007)
- Стурла Бёдврсон (2007—2009)
- Гвюдбьяртур Ханнессон (2009)
- Аста Йоханнесдоттир (2009—2013)
- Эйнар-Кристин Гюдфинсон (2013—2016)
- Стейнгриммюр Сигфюссон (2016—2017)
- Юннюр-Бра Конрадсдоттир (2017)
- Стейнгриммюр Сигфюссон (2017—2021)
- Биргир Аурманнссон[англ.] (2021—2024)
- Аустильдюр Лоуа Тоурсдоуттир и. о. (2024—2025)[33]
- Торунн Свейнбьядндоуттир (с 4 февраля 2025)

## Результаты последних выборов
| Название | Название | Название                                                     | Лидер                           | Результат выборов (2024) | Результат выборов (2024) |
| Название | Название | Название                                                     | Лидер                           | Доля голосов             | Мест получено            |
| -------- | -------- | ------------------------------------------------------------ | ------------------------------- | ------------------------ | ------------------------ |
|          | S        | «Социал-демократический альянс» Samfylkingin                 | Криструн Фростадоуттир          | 20,8 %                   | 15 из 63                 |
|          | D        | Партия независимости Sjálfstæðisflokkurinn                   | Бьярни Бенедиктссон             | 19,4 %                   | 14 из 63                 |
|          | C        | «Возрождение» Viðreisn                                       | Торгердюр Катрин Гюннарсдоуттир | 15,8 %                   | 11 из 63                 |
|          | F        | Народная партия Flokkur Fólksins                             | Инга Сайланд                    | 13,8 %                   | 10 из 63                 |
|          | M        | Партия Центра Miðflokkurinn                                  | Сигмюндюр Давид Гюннлёйгссон    | 12,1 %                   | 8 из 63                  |
|          | B        | Прогрессивная партия Framsóknarflokkurinn                    | Сигюрдюр Инги Йоуханнссон       | 7,8 %                    | 5 из 63                  |
|          | J        | Исландская социалистическая партия Sósíalistaflokkur Íslands | Санна Магдалена Мёртюдоуттир    | 4,0 %                    | 0 из 63                  |
|          | P        | Пиратская партия Pírataflokkurinn                            | Тоурхильдюр Сюнна Айварсдоуттир | 3,0 %                    | 0 из 63                  |
|          | V        | «Лево-зелёное движение» Vinstrihreyfingin — grænt framboð    | Свандис Сваварсдоуттир          | 2,3 %                    | 0 из 63                  |
|          | L        | Демократическая партия Lýðræðisflokkurinn                    | Арнар Тор Йоунссон              | 1,0 %                    | 0 из 63                  |
|          | Y        | «Ответственное будущее» Ábyrg framtíð                        | Йоуханнес Лофтссон              | 0,0 %                    | 0 из 63                  |